# Condon (Montana)
Condon es un lugar designado por el censo ubicado en el condado de Missoula en el estado estadounidense de Montana. En el Censo de 2010 tenía una población de 343 habitantes y una densidad poblacional de 6,13 personas por km².

## Geografía
Condon se encuentra ubicado en las coordenadas 47°32′6″N 113°42′6″O / 47.53500, -113.70167. Según la Oficina del Censo de los Estados Unidos, Condon tiene una superficie total de 55.91 km², de la cual 55.43 km² corresponden a tierra firme y (0.86 %) 0.48 km² es agua.

## Demografía
Según el censo de 2010, había 343 personas residiendo en Condon. La densidad de población era de 6,13 hab./km². De los 343 habitantes, Condon estaba compuesto por el 96.5 % blancos, el 0 % eran afroamericanos, el 0.87 % eran amerindios, el 0.58 % eran asiáticos, el 0 % eran isleños del Pacífico, el 0 % eran de otras razas y el 2.04 % pertenecían a dos o más razas. Del total de la población el 1.17 % eran hispanos o latinos de cualquier raza.